# Duck Hill, Mississippi
Duck Hill là một thành phố thuộc quận Montgomery, tiểu bang Mississippi, Hoa Kỳ. Năm 2010, dân số của thành phố này là 732 người.

## Dân số
- Dân số năm 2000: 746 người.
- Dân số năm 2010: 732 người.